# Billy's Spanish Love Spasm
Billy's Spanish Love Spasm è un cortometraggio muto del 1915 diretto da W.P. Kellino.

## Trama
Un inglese vince una vacanza in Spagna dove si troverà a combattere contro un toro.

## Produzione
Il film fu prodotto dalla Homeland.

## Distribuzione
Distribuito dalla Globe, il film - un cortometraggio in tre bobine - uscì nelle sale cinematografiche britanniche nell'agosto 1915.